# Skalnička

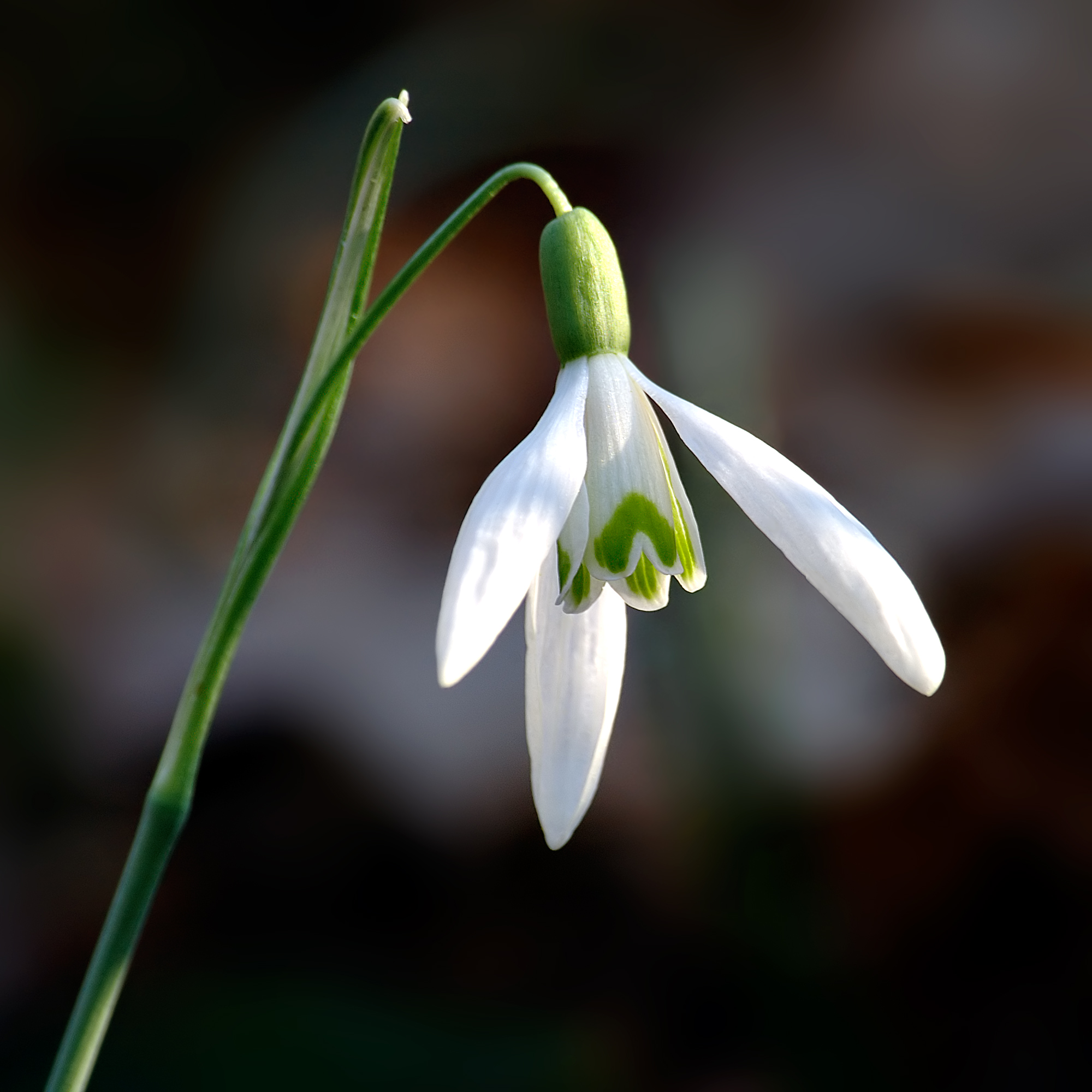
Sněženka (Galanthus nivalis)

Skalničky nebo také kozenky jsou obvykle plané (ne vyšlechtěné) rostliny, řidčeji kříženci či kultivary (například lomikámeny (Saxifraga)), které se pěstují na zahradách, ne však na záhoně, nýbrž jednotlivě na uměle vytvořené skalce. Skalka obvykle vytváří dojem volné přírody, moderní skalky však jsou též technickým i architektonickým dílem kombinující různé materiály. Mezi kameny se pěstují různé druhy rostlin, nejčastěji drobného, kompaktního vzrůstu často s nápadnými květy. Součástí výsadby mohou být i zakrslé či plazivé dřeviny a čarověníky jehličnanů.
Vzhledem k uspořádání skalky a různým použitým horninám lze jednotlivým rostlinám připravit i různé podmínky: více nebo méně slunce a vláhy, půdu spíše rašelinitou, písčitou a podobně. Kameny na skalce nejsou jen ozdobou, nýbrž akumulují sluneční teplo a přitom brání vysychání půdy. Zvláštním druhem skalky, zaměřeným na vysokohorské rostliny, je alpinum.

## Historie
Skalky začaly vznikat v první polovině 20. století, kdy zahrádkáře zaujala krása volně rostoucích („planých“) rostlin, zejména horských, a přesazovali je do zahrádek na uměle vytvořené skalky. Když se tato móda rozšířila, začala vzácnější volně rostoucí rostliny přímo ohrožovat. Od poloviny 20. století se proto vzácné a ohrožené druhy rostlin chrání zákonem. „Divoké“ přesazování vzácnějších rostlin z volné přírody do zahrádek a na skalky se nejen trestá, ale obecně pokládá za vandalství.
Dnes se i vzácné druhy skalniček úspěšně pěstují a prodávají. Populace některých druhů jsou dnes v zahradách větší než v přírodě - globální změny ekosystémů totiž vedou k vymírání druhů i bez přímého odběru jedinců z přírody.
Pěstování skalniček je dnes rozšířená zájmová činnost, pěstitelé mají své spolky, burzy a výstavy.

## Skalničkářské organizace

### zahraniční kluby
- Alpine Garden Society
- North American Rock Garden Society

### domácí kluby
- Klub skalničkářů Praha